# Nikolas Walstad
Nikolas Walstad (Rælingen, 1997. február 14. –) norvég korosztályos válogatott labdarúgó, a Stabæk hátvédje kölcsönben a Haugesund csapatától.

## Pályafutása

### Klubcsapatokban
Walstad a norvégiai Rælingen községben született. Az ifjúsági pályafutását a helyi Rælingen csapatában kezdte, majd a Lillestrøm akadémiájánál folytatta.
2017-ben mutatkozott be az Ullensaker/Kisa másodosztályban szereplő felnőtt keretében. 2021-ben az első osztályú Mjøndalenhez, majd 2022-ben a Haugesundhoz igazolt. Először a 2022. április 3-ai, Sandefjord ellen 3–1-re elvesztett mérkőzésen lépett pályára. Első gólját 2022. augusztus 7-én, a Jerv ellen hazai pályán 3–1-re megnyert találkozón szerezte meg. A 2023-as szezonban a Stabæk csapatát erősítette kölcsönben.

### A válogatottban
Walstad az U16-os, az U17-es, az U18-as és az U19-es korosztályú válogatottakban is képviselte Norvégiát.

## Statisztikák
2022. november 13. szerint
| Klub            | Szezon   | Osztály     | Bajnokság | Bajnokság | Kupa  | Kupa | Nemzetközi | Nemzetközi | Összesen | Összesen |
| Klub            | Szezon   | Osztály     | Meccs     | Gól       | Meccs | Gól  | Meccs      | Gól        | Meccs    | Gól      |
| --------------- | -------- | ----------- | --------- | --------- | ----- | ---- | ---------- | ---------- | -------- | -------- |
| Ullensaker/Kisa | 2017     | OBOS-ligaen | 21        | 0         | 0     | 0    | —          | —          | 21       | 0        |
| Ullensaker/Kisa | 2018     | OBOS-ligaen | 28        | 1         | 1     | 0    | —          | —          | 29       | 1        |
| Ullensaker/Kisa | 2019     | OBOS-ligaen | 23        | 0         | 1     | 0    | —          | —          | 24       | 0        |
| Ullensaker/Kisa | 2020     | OBOS-ligaen | 16        | 1         | —     | —    | —          | —          | 16       | 1        |
| Ullensaker/Kisa | Összesen | Összesen    | 88        | 2         | 2     | 0    | 0          | 0          | 90       | 2        |
| Mjøndalen       | 2021     | Eliteserien | 28        | 2         | 0     | 0    | —          | —          | 28       | 2        |
| Haugesund       | 2022     | Eliteserien | 27        | 1         | 1     | 0    | —          | —          | 28       | 1        |
| Összesen        | Összesen | Összesen    | 143       | 5         | 3     | 0    | 0          | 0          | 146      | 5        |

## Fordítás
Ez a szócikk részben vagy egészben  a   Nikolas Walstad című angol Wikipédia-szócikk fordításán alapul.  Az eredeti cikk szerkesztőit annak laptörténete sorolja fel. Ez a jelzés csupán a megfogalmazás eredetét és a szerzői jogokat jelzi, nem szolgál a cikkben szereplő információk forrásmegjelöléseként.